# Екипаж
Екипаж е група хора, обединени в определена структура или йерархия с цел изпълнение на съвместна работа или задача.
Думата екипаж е най-често използвана и произхожда от мореплаването, където екипажът на плавателните съдове изпълнява различни функции за съвместното им управление.
Екипажите на плавателните съдове са подчинени на строга йерархия, в която начело е капитанът (командирът) на съда (командир на екипажа), неговият помощник, младшите командири и най-ниско в йерархията са изпълнителите – моряците. В настояще време в състава на морския екипаж влизат хора от много специалности – навигатор, радист, готвач и др.
В днешни дни думата екипаж се използва и в спорта – за екипите на спортни плавателни съдове (регати, кану-каяк, академично гребане и др.), в космонавтиката, гражданската авиация и мн. други.
Понякога вместо екипаж се използва думата команда.